# Ballon d’Or 1973

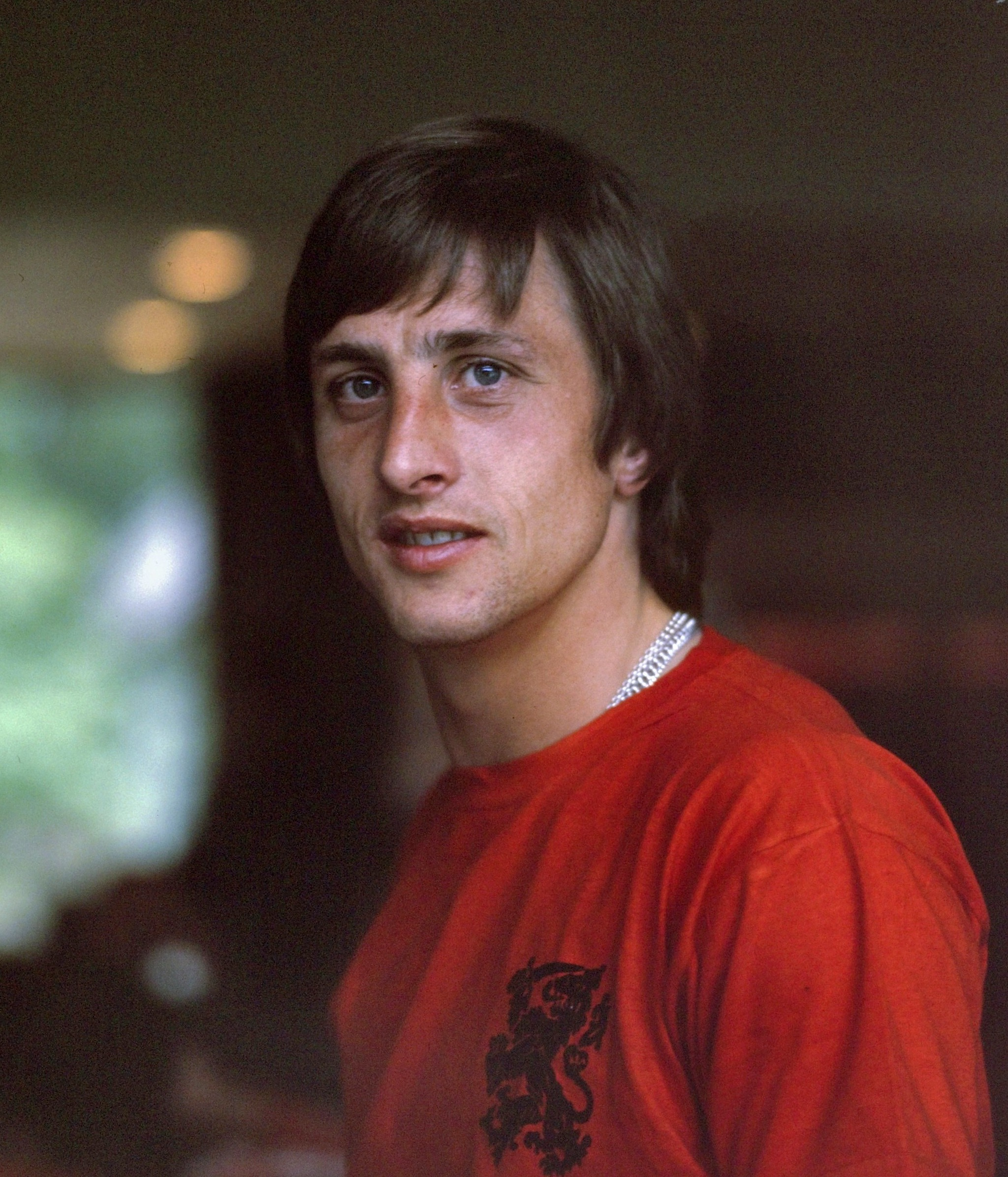
Johan Cruyff (1974)

Mit dem 18. Ballon d’Or (französisch für Goldener Ball) der Zeitschrift France Football wurde der Niederländer Johan Cruyff von Ajax Amsterdam am 25. Dezember 1973 als „Europas Fußballer des Jahres“ mit 49 Punkten Vorsprung vor dem Italiener Dino Zoff von Juventus Turin ausgezeichnet. Der Preis wurde von einer Jury mit Sportjournalisten aus 24 Mitgliedsverbänden der UEFA verliehen. Cruyff wurde in 22 Ländern gewählt, dabei stand er 15-mal an erster Position. Für ihn war es nach 1971 die zweite Auszeichnung mit dem Ballon d’Or.

## Ergebnis
| Platz | Spieler              | Nationalität     | Verein(e) 1973                         | Punkte |
| ----- | -------------------- | ---------------- | -------------------------------------- | ------ |
| 01    | Johan Cruyff         | Niederlande      | Ajax Amsterdam / FC Barcelona          | 96     |
| 02    | Dino Zoff            | Italien          | Juventus Turin                         | 47     |
| 03    | Gerd Müller          | BR Deutschland   | FC Bayern München                      | 44     |
| 04    | Franz Beckenbauer    | BR Deutschland   | FC Bayern München                      | 30     |
| 05    | Billy Bremner        | Irland           | Leeds United                           | 22     |
| 06    | Kazimierz Deyna      | Polen            | Legia Warschau                         | 16     |
| 07    | Eusébio              | Portugal         | Benfica Lissabon                       | 14     |
| 08    | Gianni Rivera        | Italien          | AC Mailand                             | 12     |
| 09    | Günter Netzer        | BR Deutschland   | Borussia Mönchengladbach / Real Madrid | 11     |
| 09    | Ralf Edström         | Schweden         | Ajax Amsterdam                         | 11     |
| 11    | Uli Hoeneß           | BR Deutschland   | FC Bayern München                      | 8      |
| 12    | Giacinto Facchetti   | Italien          | Inter Mailand                          | 7      |
| 12    | Christo Bonew        | Bulgarien        | ZSKA Sofia                             | 7      |
| 14    | Juan Manuel Asensi   | Spanien          | FC Barcelona                           | 5      |
| 14    | Sandro Mazzola       | Italien          | Inter Mailand                          | 5      |
| 14    | Jan Tomaszewski      | Polen            | ŁKS Łódź                               | 5      |
| 17    | Włodzimierz Lubański | Polen            | Gornik Zabrze                          | 4      |
| 18    | Wolfgang Overath     | BR Deutschland   | 1. FC Köln                             | 3      |
| 19    | Barry Hulshoff       | Niederlande      | Ajax Amsterdam                         | 2      |
| 19    | Hans-Jürgen Kreische | DDR              | Dynamo Dresden                         | 2      |
| 19    | Bobby Moore          | England          | West Ham United                        | 2      |
| 19    | Roland Sandberg      | Schweden         | 1. FC Kaiserslautern                   | 2      |
| 23    | Vladislav Bogićević  | Jugoslawien      | FK Roter Stern Belgrad                 | 1      |
| 23    | Dragan Džajić        | Jugoslawien      | FK Roter Stern Belgrad                 | 1      |
| 23    | Pat Jennings         | Nordirland       | Tottenham Hotspur                      | 1      |
| 23    | Denis Law            | Schottland       | Manchester City                        | 1      |
| 23    | Ivo Viktor           | Tschechoslowakei | FK Dukla Prag                          | 1      |